# Ліофіл коричнево-сірий
Ліофіл коричнево-сірий (Lyophyllum fumatofoetens) — вид грибів роду ліофіл (Lyophyllum).

## Будова
Шапинка цього гриба коричнево-сіра, а в деяких плодових тіл навіть охряно-сіра. У діаметрі вона досягає 9 см, у молодих грибочків шапинка випукла, у зрілих — плоско розпростерта. Помітний горбик у центрі шапинки. Поверхня гола, гладенька, здається наче волокниста. Якщо на тіло шапинки натиснути двома пальцями, то воно спочатку синіє, а потім на цьому місці — чорніє. У ліофіла коричнево-сірого ніжка заввишки до 7 см, завширшки до 1,5 см, розглядаючи її, можна впевнитись, що вона біля основи потовщена, має коричнево-сірий колір, а в деяких навіть охряно-сірий. Під шапинкою видно жовтувато-сірі, досить широкі густі пластинки, які легко відділяються від м'якоті гриба.

## Поширення та середовище існування
Зустрічається у листяних та хвойних лісах.

## Практичне використання
Їстівний шапковий гриб, який можна вживати свіжим або маринувати.